# Movimiento de liberación de las mujeres
El Movimiento de Liberación de las Mujeres (WLM, por sus siglas en inglés) fue un movimiento político de mujeres y del intelectualismo feminista que surgió a finales de la década de 1960 y se extendió hasta la década de 1980, fundamentalmente en los países industrializados del mundo occidental, y que generó una gran transformación (política, intelectual, cultural) en todo el mundo. La rama WLM del feminismo radical, basada en la filosofía contemporánea, estaba compuesta por mujeres de trasfondos racial y culturalmente diversos que planteaban que, para que las mujeres dejasen de ser ciudadanas de segunda clase en sus respectivas sociedades, era necesaria su libertad económica, psicológica y social.
Con el fin de hacer posible la igualdad de la mujer, el WLM ponía en duda la validez cultural y legal del patriarcado y la validez práctica de las jerarquías sociales y sexuales que se usan para controlar y limitar la independencia física y legal de las mujeres en la sociedad. Los liberacionistas de las mujeres afirmaban que el sexismo—(la discriminación legal basada en el sexo, formal e informal, con sus fundamentos en la existencia de la construcción social del género)—era el problema político más importante en las dinámicas de poder de sus respectivas sociedades. En general, el WLM proponía cambios socioeconómicos desde la izquierda política, rechazaba la idea de que la igualdad no sistemática, por y según la clase social, eliminaría la discriminación sexual contra las mujeres y promovía los principios del humanismo, sobre todo el respeto a los derechos humanos de todas las personas. En las décadas en las que floreció el Movimiento de Liberación de las Mujeres, los liberacionistas cambiaron con éxito la forma en la que se percibía a las mujeres en sus respectivas culturas, redefinieron el papel político y socioeconómico de la mujer en la sociedad y transformaron la sociedad en su conjunto.

## Historia

### Antecedentes

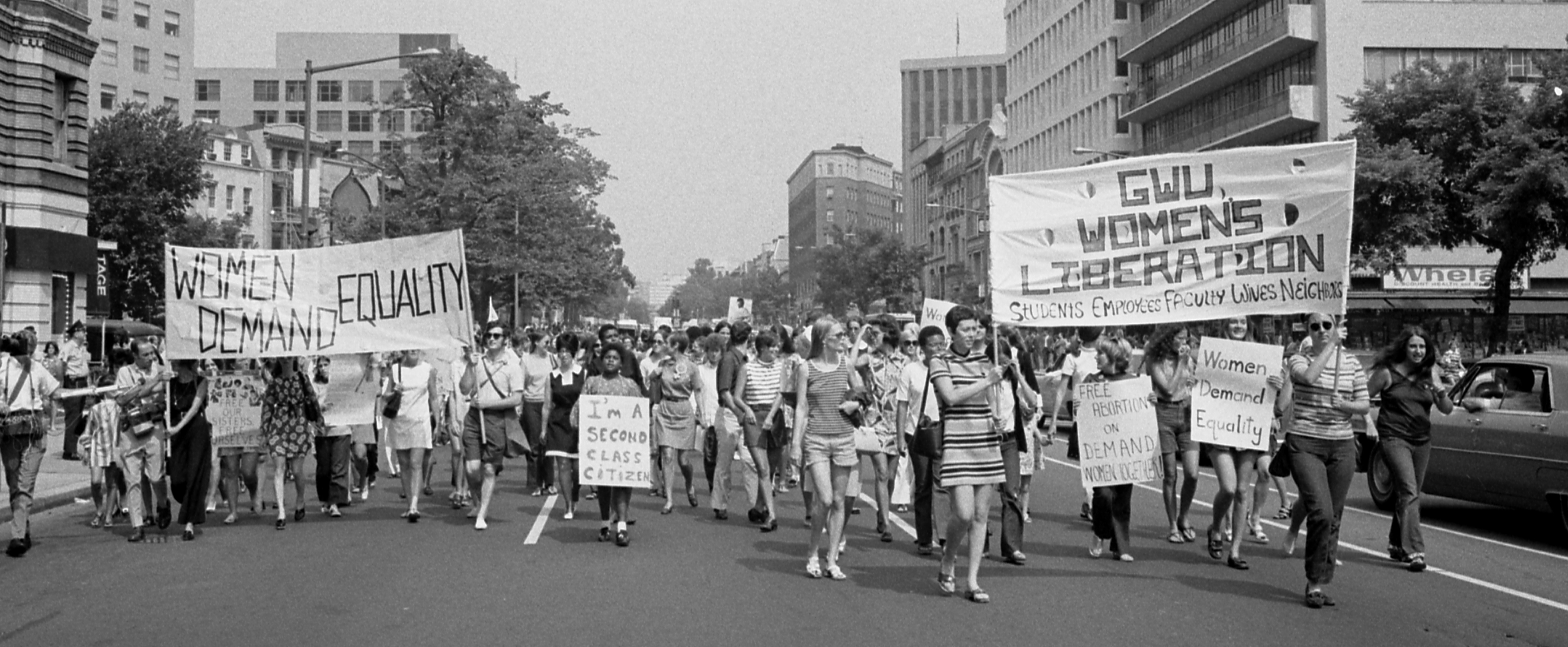
El Movimiento de Liberación de las Mujeres organizó actividades políticas tales como manifestaciones exigiendo igualdad ante la ley para las mujeres en los Estados Unidos (26 de agosto de 1970)

Las teorías cíclicas de desarrollo social (como la ley del ciclo social) sostienen que a los periodos intensos de actividad social les siguen periodos de remisión, en los que se aísla y se margina sistemáticamente a los activistas que estuvieron intensamente involucrados en las movilizaciones. Este sería el caso del movimiento por los derechos de la mujer, que después del periodo intenso de la lucha por el sufragio femenino, el interés común que había unificado a los feministas de todo el mundo, se quedó sin ningún tema en el que enfocarse y en el que todos estuviesen de acuerdo. Las diferencias ideológicas entre radicales y moderados provocaron una ruptura y un periodo de desradicalización, en el que los grupos mayoritarios de activistas de los derechos de la mujer lideraron movimientos con el objetivo de educar a las mujeres sobre sus nuevas responsabilidades como votantes. Hubo organizaciones como la Liga Femenina del Congreso Nacional Africano, la Asociación de Amas de Casa de Irlanda, la Liga de Mujeres Votantes, el Townswomen's Guilds y el Women's Institutes que apoyaron a las mujeres y trataron de educarlas sobre cómo usar sus nuevos derechos para incorporarse al sistema político establecido. Mientras, otras organizaciones que se centraron en asuntos laborales, ya que estuvieron involucradas en la incorporación masiva de la mujer en el mercado laboral durante la Primera Guerra Mundial y la Segunda Guerra Mundial y, cuando la guerra terminó, en su salida posterior a través de medidas oficiales coordinadas dedicadas a la reincorporación a la vida familiar. La Asociación Cristiana de Mujeres Jóvenes y Zonta International lideraron estos esfuerzos, y movilizaron a mujeres para recopilar información sobre la situación de las mujeres trabajadoras y organizar programas de asistencia. Las organizaciones radicales, como el National Woman's Party estadounidense, fueron cada vez más marginadas por los medios de comunicación, que acusaban al feminismo y a sus partidarias de ser "graves neuróticas responsables de los problemas de la sociedad". Aquellas que todavía estaban apegadas a los temas radicales de la igualdad, por lo general, no estaban casadas, tenían trabajo, eran privilegiadas social y económicamente y la sociedad en general tenía la impresión de que eran anormales.
En muchos países a lo largo de África, Asia, el Caribe, Oriente Medio y Sudamérica, el afán de descolonización y de eliminar a los regímenes autoritarios, que gran parte de ellos se remontan hasta la década de 1950 y se prolongaron hasta la década de 1980, se tradujo inicialmente en que el estado asumió el papel de los feministas radicales. Por ejemplo, en Egipto, con la Constitución de 1956, se eliminaron las trabas de las mujeres al trabajo, a la educación y al acceso a la política mediante disposiciones sobre la igualdad de género. Las mujeres en Argentina, Brasil, Chile, Cuba, Nicaragua y otros países latinoamericanos habían sido parte de los movimientos para acabar con las dictaduras en sus respectivos países y, a medida que esos gobiernos viraban hacia políticas socialistas, se propusieron eliminar la desigualdad de género mediante la intervención del estado. A medida que la ideología en Asia, África y el Caribe se desplazaba hacia la izquierda, las mujeres en países recién independizados y todavía colonizados percibieron que la lucha contra el imperialismo debía ser un objetivo común. Centraron sus esfuerzos en hacer frente a los desequilibrios de poder que existían entre géneros, en su lucha por el respeto a los derechos humanos y por sus intereses nacionalistas. Este movimiento mundial, a favor de la descolonización y de la alineación de la política internacional en bandos durante la Guerra Fría, tras el fin de la Segunda Guerra Mundial, sustituyó al afán por la liberación de las mujeres, ya que las metas de los activistas cambiaron hacia el sufragio universal y la independencia nacional. Una percepción de identidad panafricana, y el reconocimiento de que el hecho de ser negro sirve como elemento unificador para su lucha, llevó a que muchos grupos marginados se diesen cuenta de que era posible politizar su opresión. El movimiento del Poder negro y los movimientos estudiantiles en todo el mundo protestaron contra los dobles raseros aparentes de la época y contra la naturaleza autoritaria de las instituciones sociales. Desde Checoslovaquia hasta México, en diversos lugares como Alemania, Francia, Italia y Japón, entre otros, los estudiantes protestaron contra las desigualdades civiles, económicas y políticas, así como contra la participación en la guerra de Vietnam. Muchos de los activistas que participaron en estas causas participarían también en el movimiento feminista.
Desde el punto de vista social, la explosión de natalidad que ocurrió después de la Segunda Guerra Mundial, el crecimiento económico relativo que se produjo en todo el mundo durante los años de posguerra, la expansión de la industria de la televisión, que provocó que las comunicaciones mejoraran, y el acceso a la enseñanza superior, tanto para las mujeres como para los hombres, produjeron una concienciación sobre los problemas sociales a los que se enfrentaban las mujeres y sobre la necesidad de un cambio cultural. En aquella época, las mujeres dependían económicamente de los hombres y no existían ni el concepto de patriarcado ni una teoría coherente sobre las relaciones de poder entre los hombres y las mujeres en la sociedad. Si eran trabajadoras, los puestos que tenían disponibles eran por lo general en industria ligera o en trabajo agrícola, y en un rango limitado de puestos en el sector de servicios, como, por ejemplo, en contabilidad, en tareas domésticas, en enfermería, como secretarias, como oficinistas, en ventas al por menor o en enseñanza en colegios. Se esperaba que trabajasen por sueldos más bajos que los de los hombres, y que abandonasen sus puestos de trabajo después de casarse. A las mujeres no se les concedían cuentas o créditos bancarios, lo que hacía que les fuese imposible alquilar una casa sin el permiso de un hombre. En muchos países, tenían prohibido, además, acceder a espacios públicos sin un acompañante masculino.
Las mujeres casadas procedentes de países que formaban parte del sistema colonial británico, y, por lo tanto, con códigos legales basados en el Derecho inglés, estaban obligadas por ley a tener sexo con sus maridos cuando ellos lo solicitasen. Todavía no existía el concepto de violación conyugal, ya que, según la ley, las mujeres ya habían dado su consentimiento a mantener relaciones sexuales periódicamente cuando se casaron. El Estado y la Iglesia ejercían una presión enorme sobre las mujeres jóvenes para que conservasen su virginidad. La aparición de la píldora les hizo pensar a muchos hombres que, como las mujeres no se podían quedar embarazadas, no podían decir que no a las relaciones sexuales. A pesar de que en la década de 1960 la píldora ya era bastante asequible, se controlaba estrictamente su prescripción y, en muchos países, era ilegal la difusión de información sobre métodos anticonceptivos. Incluso después de la legalización de la píldora, los métodos anticonceptivos siguieron estando prohibidos en gran cantidad de países, como en Irlanda, donde los condones estaban prohibidos y la píldora solo se podía prescribir para controlar los períodos menstruales. La Iglesia Católica publicó la encíclica Humanae vitae, en 1968, reiterando que prohibían los anticonceptivos artificiales. El aborto requería a menudo el consentimiento del esposo, o la autorización de una junta, como en el caso de Canadá, en donde a menudo la decisión de permitir el aborto giraba en torno a si el embarazo representaba o no una amenaza a la vida o a la salud de la mujer en cuestión.
A medida que las mujeres recibían más formación y se incorporaban al mercado laboral, en general, no hubo cambios sobre sus responsabilidades en el hogar. A pesar de que las familias dependían cada vez más de los ingresos de los dos cónyuges, las mujeres cargaban también con la mayor parte de la responsabilidad del trabajo doméstico y del cuidado de los hijos. La sociedad en general, era consciente desde hace mucho tiempo de las desigualdades en las libertades civiles, socioeconómicas y políticas entre las mujeres y los hombres. Sin embargo, fue durante el Movimiento de Liberación de las Mujeres que, por primera vez, se aceptó de forma generalizada la idea de luchar contra el sexismo. Se creó un clima en el cual las mujeres empezaron a cuestionar la autoridad que otros ejercían sobre las decisiones que tomaban con respecto a sus cuerpos y a sus moralidades debido a la publicación de bibliografía científica sobre sexo, como el Informe Kinsey, y al desarrollo y a la distribución de la píldora anticonceptiva. Muchas de las mujeres que participaron en el movimiento se alinearon con políticas de izquierdas y, después del año 1960, en el contexto del auge de la polarización mundial debido a la Guerra Fría, se inspiraron en la teoría maoísta. Transformaron eslóganes como "trabajadores del mundo, uníos" en "mujeres del mundo, uníos" y algunas de sus características claves, como los trabajos de sensibilización y las políticas de igualdad basadas en el consenso, "estuvieron inspiradas por técnicas similares a las que se usaban en China".
Bajo este trasfondo de sucesos mundiales, Simone de Beauvoir publicó el libro El segundo sexo en 1949, y fue traducido al inglés en 1952. En el libro, de Beauvoir planteó la idea de que, en la igualdad, no es necesario que las mujeres sean masculinas para empoderarse. Con su frase famosa, "Una no nace, sino que se convierte, en una mujer", sentó las bases de que el género es una construcción social, y no un atributo biológico. En el mismo año, Margaret Mead publicó Hombre y Mujer el cual, a pesar de que en él se analizaban las sociedades primitivas de Nueva Guinea, reveló que las actividades que realizaba cada género variaban entre culturas y que la biología no jugaba ningún papel al definir qué tareas son realizadas por hombres o por mujeres. Para el año 1965, las obras de Beauvoir y de Mead ya habían sido traducidas al danés e influyeron enormemente a los feministas. En 1968 Kurahashi Yumiko publicó su debut, Partei, donde examinaba de forma crítica el movimiento estudiantil. Esta obra inició una tendencia en Japón de obras feministas que cuestionaban las oportunidades disponibles para las mujeres y se burlaban de las dinámicas de poder convencionales en la sociedad japonesa. En 1963, Betty Friedan publicó La mística de la feminidad, donde expresa el malestar que sentían las estadounidenses.

## Desarrollo del movimiento

### En Norteamérica
En Canadá y en los Estados Unidos, el movimiento se originó a partir del Movimiento por los Derechos Civiles, del espíritu pacifista hacia la guerra de Vietnam, del Movimiento por los Derechos de los Nativos y de los movimientos estudiantiles de Nueva Izquierda, de la década de 1960. Entre 1965 y 1966, se presentaron ensayos en las reuniones de la asociación Students for a Democratic Society y se publicaron artículos en periódicos, como en el Random canadiense, en donde comenzó la defensa de que las mujeres debían embarcarse en un sendero de autodescubrimiento, libres del escrutinio de los hombres. En 1967, se formaron las primeras organizaciones del Movimiento de Liberación, en ciudades importantes como Berkeley, Boston, Chicago, Nueva York y Toronto. Estas organizaciones se extendieron por todo Canadá y por todo Estados Unidos. En México, el primer grupo de liberacionistas se formó en 1970, inspirado por el movimiento estudiantil y por los liberacionistas de la mujer estadounidenses.
Estas organizaciones tenían una organización flexible, no tenían estructura de poder jerárquica, y apoyaban la participación de todas las mujeres para evitar definir a la mujer o a su autonomía mediante su relación con otros hombres. Estos grupos realizaban debates de autoconcienciación sobre una gran cantidad de temas, como la importancia de tener la libertad de tomar decisiones o la importancia de cambiar las actitudes de la sociedad y las percepciones hacia los roles de la mujer. Los grupos del Movimiento de Liberación canadienses incluían la clase como un factor en su teoría de la opresión, lo que no estaba presente en general en la teoría de la liberación estadounidense, la cual se enfocaba casi completamente en el sexismo y en la creencia de que la opresión hacia las mujeres se derivaba de su género y no era resultado de su clase social o económica. En Quebec, los temas de la autonomía de Quebec y de las mujeres estaban interrelacionados mediante la lucha de las mujeres por el derecho a ser miembros del jurado.
En apoyo a la expresión individual en público participando en protestas y manifestaciones, los liberacionistas se movilizaron en contra de las prácticas de contratación y salariales discriminatorias en Canadá, mientras que en Estados Unidos los liberacionistas se manifestaron en contra del concurso de belleza Miss America, ya que cosificaba a las mujeres. En los dos países, los grupos del Movimiento de Liberación participaron en protestas contra sus legisladores por el derecho de las mujeres al aborto. En México, los liberacionistas protestaron en el Monumento a la Madre durante el Día de la Madre para cuestionar la idea de que todas las mujeres están destinadas a ser madres. Las lesbianas se unieron al movimiento tanto en Estados Unidos como en Canadá, ya que cuestionaba las definiciones del concepto de género y la relación sexual con el poder. Como las liberacionistas creían en que la hermandad femenina era un componente unificador en la lucha contra la opresión hacia las mujeres, no consideraban a las lesbianas como una amenaza hacia el resto de mujeres. Otros elementos importantes para las mujeres norteamericanas fueron crear espacios para que las mujeres se pudiesen reunir con otras mujeres, ofrecer servicios de asesoramiento y de derivación a profesionales, proporcionar acceso a materiales feministas y establecer centros de acogida de mujeres para aquellas mujeres que hubiesen estado en relaciones abusivas.
Los medios de comunicación convencionales retrataban cada vez más a las liberacionistas como parias trastornadas o como que odiaban a los hombres. Para ganar legitimidad, y lograr que se reconozca la existencia de la discriminación sexual, el mensaje de los medios sobre los problemas de las mujeres se vio cada vez más caracterizado por los objetivos reformistas de los feministas liberales. A medida que se marginaba a los liberacionistas, estos se enfocaron cada vez más en problemas específicos, como la violencia contra las mujeres. Para mediados de la década de 1970, el Movimiento de Liberación de las Mujeres había tenido éxito en cambiar la percepción hacia las mujeres en todo el mundo, visibilizar el sexismo y hacer que los reformistas virasen en sus objetivos políticos para las mujeres muy hacia la izquierda, pero con las prisas de distanciarse de los elementos más radicales, los feministas liberales intentaron eliminar sus éxitos y renombraron el movimiento como el Movimiento de las Mujeres.

### En Europa
En Europa, el movimiento de liberación de las mujeres comenzó a finales de la década de 1960 y se extendió hasta la década de 1980. El movimiento pronto adquirió impulso en Gran Bretaña y en los países escandinavos, inspirado por los sucesos que ocurrieron en Norteamérica y estimulado por la cada vez mayor incorporación de la mujer en el mercado laboral. A pesar de que estuvieron influenciados por políticas de izquierdas, los liberacionistas se oponían, en general, a cualquier orden político en el que se ignorase completamente a la mujer o se relegasen sus problemas a un segundo plano. La diferencia entre los grupos de liberación de la mujer en Europa y otros activistas feministas era su especial atención al derecho de las mujeres a controlar sus propios cuerpos y sexualidades, y también sus acciones directas dirigidas a provocar al público y concienciar a la sociedad sobre los problemas a los que se enfrentan las mujeres.
Se desarrollaron fuertes movimientos de Liberación de las Mujeres en muchos países de Europa occidental, y entre ellos se produjeron avances en Grecia, Portugal y España, los cuales estaban saliendo de dictaduras en aquella época. Se llevaron a cabo muchos tipos distintos de iniciativas en toda Europa.Para crear concienciación pública sobre los problemas de la igualdad salarial, los liberacionistas en Dinamarca organizaron una protesta en un autobús, en donde exigieron precios más bajos por el billete que los que pagaron los pasajeros varones para manifestarse contra su brecha salarial. Los miembros suecos del Grupp 8 acosaron con preguntas a los políticos en los mítines electorales, donde exigieron que les explicasen por qué a las mujeres solo se les permitía trabajar en trabajos a tiempo parcial y, por lo tanto, no tenían la oportunidad de recibir pensiones. Para hacerle frente a la cosificación de las mujeres, los liberacionistas belgas se manifestaron en los concursos de belleza. Los Dolle Minas en los Países Bajos y el Nyfeministene de Noruega invadieron bares solo para hombres, el Irish Women United se manifestó en contra de que solo los hombres se pudiesen bañar en sitios como el promontorio de Forty Foot, y las mujeres portuguesas se vistieron de novias, de amas de casa y de símbolos sexuales para manifestarse en el Parque Eduardo VII.
En respuesta al asesinato de dos mujeres en las calles, el 1 de marzo de 1977, las mujeres en Berlín Occidental comenzaron a manifestarse por la noche - hecho que se repetiría, y que se pasaría a conocer como noche de Walpurgis, cada año durante la víspera de la Festividad de los Mayos. Las mujeres de Inglaterra, Escocia y Gales retomaron la idea de las movilizaciones de Reclaim the Night para enfrentarse a la noción de que el comportamiento de las mujeres es el que causaba la violencia que se ejerce contra ellas. Los liberacionistas españoles del Colectivo Feminista Pelvis, del Grup per l'Alliberament de la Dona (Grupo para la Liberación de la Mujer) y de Mujeres Independientes recorrieron las calles de Mallorca con coronas funerarias, pidiendo que terminase el abuso sexual y este sistema judicial que permitía que los hombres utilizasen el alcohol o la pasión como factores atenuantes en la violencia sexual. En Islandia, las mujeres prácticamente paralizaron el país; cuando fueron incitadas por los liberacionistas, el 90% de ellas participó en El Día Libre de las Mujeres y se negó a participar en tareas domésticas o a trabajar, y en su lugar asistió a un mitin de protesta.
En casi todos los países de Europa occidental, los liberacionistas lucharon para eliminar las trabas al acceso libre y sin restricciones a los anticonceptivos y al aborto. En Austria, para abogar por la abolición de la sección 144 de su código criminal, los activistas se valieron de representaciones teatrales callejeras. Muchas activistas francesas destacadas declararon sus acciones criminales firmando el Manifiesto de las 343, en donde admitieron haber abortado, al igual que las activistas alemanas que firmaron el Manifiesto de las 374. Los activistas irlandeses se subieron al tren para cruzar a Irlanda del Norte para obtener dispositivos anticonceptivos prohibidos y, cuando regresaron, desobedecieron a las autoridades al entregarle el contrabando al público. En el Reino Unido, se formó una alianza difícil entre los liberacionistas, la National Abortion Campaign y los sindicalistas para luchar en contra de una serie de proyectos de ley diseñados para restringir los derechos al aborto. En Italia, 50.000 mujeres se manifestaron en las calles de Roma exigiendo el derecho a controlar sus propios cuerpos, pero como ocurría a menudo en Europa en aquella época, el gobierno aprobó una reforma de compromiso, en donde se limitaba la decisión según el estado de gestación o requería una autorización médica antes del procedimiento.
A lo largo de todo este periodo, la publicación de obras feministas fue un elemento crucial para divulgar la teoría y las ideas de la liberación, y las otras escuelas de pensamiento feministas. Al principio, muchos activistas basaron sus esfuerzos en traducciones del material feminista de los EE. UU. pero, según iba pasando el tiempo, se centraron cada vez más en producir ediciones específicas para cada país, o revistas locales, para permitir que los activistas adaptasen el eslogan del movimiento de "lo personal es político" para que reflejase sus propias experiencias. Entre las revistas y los periódicos que fundaron los liberacionistas se encuentran Le Petit livre rouge des femmes (El pequeño libro rojo de las mujeres) de Bélgica, Le torchon brûle (El trapo arde) de Francia, Gia tin Apeleftherosi ton Gynaikon (Para la liberación de la mujer) de Grecia, Sottosopra (Al revés) de Italia, The Tayside Women's Liberation Newsletter (El boletín de liberación de la mujer de Tayside) de Escocia o Spare Rib (Costilla) de Gran Bretaña, entre muchos otros. En el Reino Unido, un servicio de noticias llamado Women's Information and Referral Service (WIRES, Servicio de Información y Derivación de las Mujeres en español) distribuyó noticias sobre los grupos WLM por todo el país.
En Alemania Occidental, una organización de distribución de libros dirigida por lesbianas aumentó el conocimiento feminista a partir de 1974. Dos publicaciones mensuales feministas - Courage y EMMA - divulgaron las nuevas ideas. El campamento de mujeres en Femø, organizado por el Movimiento Red Stocking de Dinamarca, también facilitó el diálogo internacional. La reunión de 1974 de este campamento fue la que dio origen al primer Tribunal Internacional de los Crímenes contra la Mujer, celebrado en Bruselas en 1976.
Tras leer libros como Die Klosterschule (La escuela convento, 1968, escrito por Barbara Frischmuth), en el que se evalúa el patriarcado en los colegios religiosos de Austria, o The Descent of Woman (La ascendencia de la mujer, 1972) escrito por la autora y feminista galesa Elaine Morgan, muchas mujeres se incorporaron al movimiento al pensar que sus vidas eran muy diferentes a las de las mujeres de entornos urbanos de gran tamaño, en donde se originó el movimiento. Hubo otras publicaciones de gran influencia, como la edición británica de Our Bodies, Ourselves (Nuestros cuerpos, nosotras, 1971) editado por Angela Phillips y Jill Rakusen; Frauenhandbuch Nr. 1: Abtreibung und Verhütungsmittel (La guía de las mujeres n.º 1: Abortos y Anticonceptivos, 1971) producido en Alemania por Helke Sander y Verena Stefan y Skylla sig själv (Culparte a ti misma, 1976) por la sueca Maria-Pia Boëthius, en donde evaluó los análisis aplicados a la cultura de la violación y las soluciones en áreas locales. En algunos casos, los liberacionistas centraron sus protestas en los propios libros debido a la censura, como en el caso de la manifestación en Noruega frente a la editorial Aschehoug, a la que se le obligó a publicar una traducción de la obra sueca Frihet, jämlikhet och systerskap (Libertad, igualdad y hermandad femenina, 1970), o la indignación internacional ocurrida tras la censura y el arresto de las autoras portuguesas Maria Teresa Horta, Maria Isabel Barreno y Maria Velho da Costa debido a su libro Novas Cartas Portuguesas (Nuevas Cartas Portuguesas, 1972).
A medida que la idea de la autonomía de las mujeres fue ganando la aprobación de la sociedad, los gobiernos y los grupos de mujeres de mentalidades más reformistas adoptaron las ideas de los liberacionistas y empezaron a incorporarlas en soluciones de compromiso. A principios de la década de 1980, la mayor parte de los activistas de los Movimientos de Liberación de la Mujer en Europa pasaron página hacia otras causas más específicas o hacia organizaciones políticas.

### En Oceanía
El Movimiento de Liberación de las Mujeres llegó a Oceanía en 1969, al propagarse desde los Estados Unidos y Gran Bretaña. Las primeras organizaciones se formaron en Sídney en 1969, y, el año 1970, ya habían aparecido en Adelaida y Melbourne, al igual que en Wellington y en Auckland. Al año siguiente, se formaron organizaciones en la Universidad del Pacífico Sur de Fiyi y en Guam. Al igual que en los EE. UU. y en los demás lugares en donde prosperó el movimiento, lo normal eran los grupos de sensibilización pequeños y con una estructura de organización limitada, y se centraron en cambiar las opiniones de la sociedad y no la legislación.
Los liberacionistas se involucraron en protestas públicas, se manifestaron en concursos de belleza para protestar contra la cosificación de las mujeres e invadieron pubs solo para hombres. En Australia lanzaron protestas y campañas para pedir la legalización del aborto, y en Auckland dirigieron una marcha fúnebre a través de Albert Park para manifestarse por la falta de progreso en los problemas que incumben a las mujeres. Los liberacionistas crearon muchos medios de comunicación, como por ejemplo Broadsheet, Liberaction, MeJane, The Circle y Women's Liberation Newsletter para hacer frente a sus problemas y preocupaciones. Fundaron centros de acogida de mujeres y centros de mujeres para reuniones y para servicios de guarderías, los cuales estaban abiertos para todas las mujeres, sin importar si eran socialistas, lesbianas, mujeres indígenas, estudiantes, trabajadoras o amas de casa. Fue precisamente la diversidad de sus adeptos lo que fracturó el movimiento a principios de la década de 1980, ya que los distintos grupos comenzaron a centrarse en sus intereses específicos en vez de centrarse únicamente en el sexismo.

### En Asia
En la década de 1970, el movimiento ya se había extendido hasta Asia, con la formación de organizaciones de Liberación de la Mujer en Japón en 1970. La guerra de Yom Kipur sensibilizó sobre la situación de subordinación en la que se encontraban las mujeres israelíes, fomentando el crecimiento de los WLM. En India, 1974 fue un año crucial para el movimiento feminista, ya que los activistas del movimiento Navnirman, en contra de la corrupción y de la crisis económica, animaron a las mujeres a organizar acciones directas para enfrentarse al liderazgo tradicional. En el año 1975, Yi Hyo-jae, una profesora de la Universidad de Mujeres Ewha, introdujo las ideas de los liberacionistas en Corea del Sur después de leer obras occidentales sobre el movimiento, las cuales se tradujeron por primera vez al coreano en 1973. De forma parecida, Hsiu-lien Annette Lu, que había completado sus cursos de postgrado en los Estados Unidos, llevó las ideas liberacionistas a Taiwán cuando volvió al país y empezó a publicar a mediados de la década de 1970.
En Singapur y en otros países asiáticos, se realizaron grandes esfuerzos para diferenciar su movimiento de los ideales decadentes del "sexo libre" del feminismo de occidente, al mismo tiempo que se enfrentaban a los problemas que sufrían las mujeres en todo el mundo. En India, la lucha por la autonomía de las mujeres casi siempre iba unida a la lucha contra el sistema de castas y en Israel, a pesar de que su movimiento se parecía más a los WLM de los EE. UU. y de Europa, se centraba más en la opresión de las mujeres palestinas. En Japón, el movimiento se centró en liberar a las mujeres de las percepciones que tenía la sociedad de que las mujeres estaban limitadas por su sexo, en vez de defender la igualdad. En Corea del Sur, las reivindicaciones de las trabajadoras se combinaron con las ideas liberacionistas en el contexto de una lucha más amplia en contra la dictadura, mientras que en Taiwán se promovieron las teorías de respetar a las mujeres y de eliminar los dobles raseros, entretejiéndolas con la filosofía confuciana.

## Objetivos
De la misma forma que el movimiento del sufragio femenino surgió del movimiento abolicionista, el Movimiento de Liberación de las Mujeres surgió de la lucha por los derechos civiles. A pesar de que se consideraba que el mensaje antipatriarcal del Movimiento de Liberación de las Mujeres y la idea de enfrentarse al patriarcado era radical, no fue el primer, ni el único, movimiento radical en el periodo inicial de la segunda ola del feminismo. En vez de conformarse con la igualdad ante la ley, aquellos que participaron en el movimiento creían en la necesidad de cambiar este clima moral y social en el que se percibía a las mujeres como ciudadanas de segunda clase. A pesar de que la mayoría de los grupos operaban de forma independiente—no había organizaciones paraguas nacionales—las mujeres que participaban en el movimiento tenían filosofías unificadoras. Los liberacionistas se enfrentaron al patriarcado y a la organización jerárquica de la sociedad, en la que se definía a la mujer como un ser subordinado tanto en la esfera pública como en la privada, y creían en que las mujeres debían ser libres para definir su propia identidad individual como parte de la sociedad humana.
Una de las razones por las que las mujeres que apoyaban este movimiento decidieron no crear un único enfoque para hacer frente al problema de que a las mujeres se las trataba como ciudadanas de segunda clase era que no querían dar la idea de que había expertas en el tema o de que un grupo o idea era suficiente para hacer frente a todos los problemas sociales a los que se enfrentaban las mujeres. También querían que las mujeres, que habían sido acalladas, pudiesen expresar sus propias opiniones sobre posibles soluciones. Rechazaron la autoridad y apoyaron la democracia participativa y la acción directa, y promovieron una agenda amplia en la que incluyeron derechos civiles, eliminar la cosificación hacia las mujeres, el empoderamiento étnico, otorgarle derechos reproductivos a las mujeres, aumentar las oportunidades de las mujeres en el ámbito laboral, la paz y redefinir los roles familiares, así como la liberación gay y lesbiana. Los miembros del movimiento se enfrentaron al dilema de cómo podían luchar contra la definición de la feminidad sin poner en riesgo los principios del feminismo.
En aquella época se desconocía prácticamente toda la participación de las mujeres en la historia del mundo, incluso para los historiadores con formación. El papel de las mujeres en los eventos históricos no se mencionaba en los textos académicos y no se enseñaba en los colegios. Incluso el hecho de que las mujeres no habían tenido derecho a voto era algo que muy pocos estudiantes universitarios sabían en aquella época. Con el objetivo de comprender las implicaciones generales de las experiencias de las mujeres, los grupos de WLM crearon programas de estudios de la mujer, en los que introdujeron historia, sociología y psicología feminista en los planes de estudio de la educación superior y de la educación de adultos para combatir los sesgos de género en la enseñanza de estas materias. Escribir otra vez sobre las mujeres en los libros de historia se convirtió en una tarea muy importante durante esta época, y hubo que prestar mucha atención a las diferencias en las experiencias de las mujeres basadas en la clase, el origen étnico, la raza y la orientación sexual. Estos cursos se popularizaron a finales de la década en Gran Bretaña, Canadá y los Estados Unidos, y también se impartieron en lugares como Italia y Noruega.
Miles de seguidores se unieron al movimiento, el cual comenzó en los Estados Unidos y se extendió hasta Canadá y México. En Europa, los movimientos se desarrollaron en Austria, Bélgica, Dinamarca, Inglaterra, Francia, Alemania, Grecia, Islandia, Irlanda, Italia, los Países Bajos, Irlanda del Norte, Noruega, Portugal, Escocia, España, Suecia, Suiza y Gales. El movimiento liberacionista también estaba activo en Asia y Oceanía, en Australia, Fiyi, Guam, India, Israel, Japón, Nueva Zelanda, Singapur, Corea del Sur y Taiwán. 
Entre los componentes claves del movimiento destacaban las sesiones de concienciación destinadas a politizar problemas personales, los grupos pequeños, las estructuras organizativas limitadas y el enfoque de cambiar la percepción social en vez de modificar la legislación.Por ejemplo, los liberacionistas no respaldaban la reforma de las leyes sobre la familia para permitir el aborto, sino que creían que ni los profesionales médicos ni el estado deberían tener el poder de restringir el control total a las mujeres sobre sus propios cuerpos. Eran partidarios de la derogación de las leyes que limitaban los derechos de las mujeres sobre su vida reproductiva, ya que creían que este control era un derecho individual, y que no estaba sometido a las opiniones moralistas de la mayoría. Muchas liberacionistas prohibieron la participación de hombres en sus organizaciones. Así como los derechos de los participantes de la comunidad lgbt, tienen el derecho de reclamar lo que merecen, y que haya igualdad en cualquier tipo de persona. A pesar de que esto se presentaba a menudo en los medios de comunicación como una señal de su "odio hacia los hombres", esta división estuvo enfocada a evitar que se defina a las mujeres a través de su relación con otros hombres. Dado que todas las mujeres sufrían desigualdad en sus empleos, familias y sociedades, esta división implicaba una unidad de propósito para evaluar su categoría de segunda clase.

## Vigilancia
El FBI elaboró registros de muchos participantes del movimiento WLM, tanto espiándoles como infiltrándose en sus organizaciones. Roberta Sapler, una participante del movimiento entre 1968 y 1973 en Pittsburgh, escribió un artículo sobre cómo intentó conseguir el archivo que el FBI hizo sobre ella en aquel periodo. De forma parecida, la Real Policía Montada de Canadá espió a los liberacionistas en Canadá, al igual que la Organización Australiana de Seguridad e Inteligencia, que vigiló a grupos y a participantes del WLM en Australia. En Alemania, la Oficina Federal para la Protección de la Constitución (en alemán: Bundesamt für Verfassungsschutz) vigilaba a aquellos activistas que participaban en las actividades de los centros de mujeres. El simple hecho de haber vivido en un proyecto de viviendas comunales o de haber estado afiliado a movimientos juveniles rebeldes convirtió a los liberacionistas en blancos a que les registrasen sus centros de reunión y que les confiscasen sus materiales.

## Críticas
La filosofía de los liberacionistas daba por supuesto que existía una hermandad femenina mundial de apoyo que estaba intentando eliminar la desigualdad, y no tenía en cuenta que las mujeres no estaban unidas; había otros factores, como la edad, la clase social, el origen étnico y las oportunidades que tenían (o falta de oportunidades), por los que se crearon distintos círculos en los cuales las mujeres tenían intereses distintos, y por ello algunas mujeres se sentían menos representadas por el WLM. A pesar de que muchas mujeres se concienciaron sobre como el sexismo estaba presente en sus vidas, no se radicalizaron y no estaban interesadas en derrocar a la sociedad. Realizaron cambios en sus vidas para hacer frente a sus necesidades individuales y a sus situaciones sociales, pero no estaban dispuestas a tomar medidas sobre aquellos asuntos que pudiesen amenazar su estatus socioeconómico. La teoría liberacionista tampoco consiguió identificar una diferencia fundamental en la lucha contra la opresión: la lucha contra el sexismo tenía un componente interno, mediante el cual se podían cambiar las estructuras de poder básicas dentro de las unidades familiares y de los círculos personales para eliminar la desigualdad. La lucha de clases y contra el racismo eran tan solo desafíos externos, los cuales necesitaban medidas públicas para erradicar la desigualdad.
El movimiento no solo recibió críticas de parte de facciones dentro del propio movimiento, sino también por parte de personas externas, como Hugh Hefner, el fundador de Playboy, el cual inició una campaña para exponer todas las "tendencias extremadamente irracionales, emocionales y chifladas" del feminismo con el objetivo de desarticular las ideas feministas que se "oponían por completo a la sociedad romántica chico-chica" que se promovía en su revista. Mucha gente retrataba a las liberacionistas de la mujer como personas que "odiaban a los hombres" y los veían como sus enemigos, que defendían sociedades solo de mujeres y que animaban a las mujeres a que abandonasen a sus familias. La semantista Nat Kolodney afirmó que, a pesar de que las estructuras sociales oprimían a las mujeres y de que ellas rara vez desempeñaban papeles tiránicos sobre la población masculina en su conjunto, en general los hombres tampoco oprimían a las mujeres, sino que las que explotaban tanto a los hombres como a las mujeres eran las construcciones sociales y la dificultad de eliminar aquellos sistemas que ya habían cumplido su propósito hace mucho tiempo. Los liberacionistas de la mujer admitieron que el patriarcado afecta tanto a los hombres como a las mujeres, siendo los hombres los que reciben más privilegios del mismo, pero se centraron en el impacto del sexismo y de la misoginia del sistema en todo el mundo.
Para muchas mujeres activistas en el Movimiento Indígena estadounidense, en el Movimiento por los derechos civiles de los afroestadounidenses, en el Movimiento de las chicanas, así como para las mujeres asiáticas y otras minorías, las actividades de mujeres, que eran en su mayor parte blancas y de clase media, en el Movimiento de Liberación de las Mujeres se centraron solamente en la violencia basada en el sexo de la persona y en el género como construcción social como una herramienta en la opresión basada en el sexo de la persona. A menudo, al evaluar todos los problemas económicos, políticos y socioculturales a través de la perspectiva del sexismo, sin asociarlos con el racismo y el clasismo, los liberacionistas representaban mal a las mujeres de color en sus análisis. A pesar de que las mujeres de color admitían que el sexismo era un problema, algunas no veían cómo se podía separar del problema de la raza o de la clase social, los cuales se combinan e influyen en su acceso a la educación, a la atención sanitaria, a la vivienda, al trabajo, a la justicia penal y a la pobreza y la violencia que estaba presente en sus vidas. Para aquellas mujeres que no hablaban inglés, o que lo hablaban como segundo idioma, el sexismo tenía poco que ver con la capacidad de protegerse a sí mismas o utilizar los sistemas existentes. Otra diferencia entre las mujeres blancas y de color fue en como se enfocaban en la libertad personal. Algunas no veían la conexión intrínseca entre la liberación de las mujeres y la liberación de los hombres que el Movimiento de Liberación de las Mujeres defendía, y consideraban que a las feministas no les importaban las desigualdades que sufrían los hombres; ellas consideraban que la liberación de las mujeres sin la liberación de los hombres de aquellas políticas que evitaban que los hombres de color consiguiesen trabajo y que limitaban sus derechos civiles, evitando aún más que fuesen capaces de proteger a sus familias, ni mejoraba la humanidad en su conjunto ni mejoraba la difícil situación que sufrían las familias.Dorothy Height, presidenta del Consejo Nacional de Mujeres Negras, expresó que la mejor forma en la que las mujeres negras podían ayudarse a sí mismas era ayudando a sus hombres a alcanzar la igualdad.
Con respecto al grupo con una visión positiva sobre el sexo que surgió a partir del movimiento de liberación de las mujeres, que extendía la libertad personal a libertad sexual, su idea de ser libres para mantener relaciones con quienes ellas quisieran no lograba influenciar a las mujeres negras, que habían sido violadas y asaltadas sexualmente con impunidad durante siglos, o las mujeres indígenas, a las cuales se las esterilizaba de forma rutinaria. Sus problemas no tenían que ver con que se limitasen sus familias, sino sobre tener la libertad para formar sus propias familias. Apenas tenía importancia en la cultura Chicana tradicional, en la cual se requiere que las mujeres conserven su virginidad hasta el matrimonio y que se mantengan inocentes durante el mismo. A pesar de que se les invitó a participar en el Movimiento de Liberación de las Mujeres, muchas mujeres de color advirtieron sobre el riesgo de centrarse únicamente en el sexismo, ya que consideraban que era un análisis incompleto si no se consideraba también el racismo. De la misma forma, a pesar de que muchas lesbianas consideraron que había cosas en común con la Liberación de las Mujeres, como los objetivos de la liberación de la opresión basada en el sexo de la persona, lo cual incluye la lucha contra la homofobia, otras lesbianas creían que este enfoque era demasiado limitado como para luchar contra los problemas a los que se enfrentaban. Las diferencias que había en la forma en la que entendían lo que es el género y cómo conforma y cómo se relaciona con la opresión basada en el sexo de la persona y el sexismo del sistema ponían en evidencia la diferencia de problemas que había en cada grupo. Por ejemplo, muchos liberacionistas no creían en que comportarse de forma femenina fuese un comportamiento positivo, lo que significa que las lesbianas blancas que decidieron de forma activa comportarse de forma femenina tuvieron que decidir entre su deseo de tener un aspecto femenino y su rechazo a la cosificación sexual. Jackie Anderson, una activista y filósofa, señaló que en la comunidad lesbiana negra el hecho de ser capaces de ponerse guapas les hacía sentir seguras de sí mismas ya que, durante la semana laboral, las mujeres negras tenían que obedecer los códigos de vestimenta que se les imponían. Este era, y todavía es, una opinión que tenían muchas mujeres, las cuales tienden a creer en que el empoderamiento es lo mismo que la seguridad en sí mismas que sentían al comportarse de forma femenina tal y como lo indica el statu quo sexista.

## Legado
El Movimiento de Liberación de las Mujeres causó una concienciación global sobre el patriarcado y el sexismo. Al traer a la luz pública problemas que durante mucho tiempo se habían considerado privados, y al unirlos para comprender mejor como se interrelaciona la represión sistemática de los derechos de la mujer en la sociedad, los liberacionistas contribuyeron de una forma innovadora a la teoría feminista. Los liberacionistas, queriendo aprender sobre las contribuciones históricas de la mujer, pero sintiéndose frustrados en su búsqueda debido a los siglos de censura y obstáculos al trabajo intelectual de las mujeres, incorporaron el estudio de las relaciones de poder, incluidas aquellas sobre el sexo y la diversidad, a las ciencias sociales. Pusieron en marcha programas de estudios de la mujer y casas editoriales para asegurarse de que se desarrollase un estudio de la historia sobre la naturaleza compleja de la sociedad más exhaustivo culturalmente.
Con el objetivo de distanciarse de las políticas y las ideas de las mujeres del Movimiento de Liberación, así como de las políticas personales que surgieron, muchos feministas de la segunda ola se distanciaron del movimiento primitivo. Meaghan Morris, una académica australiana que estudiaba la cultura popular, afirmó que las feministas posteriores no podían asociarse con las ideas y las políticas del periodo temprano y conservar su respeto al mismo tiempo. Pero aun así, los liberacionistas lograron hacer que los feministas liberales dominantes virasen mucho más hacia la izquierda en sus objetivos originales y les forzó a incluir metas para enfrentarse a la discriminación sexual. Jean Curthoys sostenía que, con las prisas de distanciarse de los liberacionistas, una amnesia involuntaria reescribió la historia de su movimiento, y no se logró comprender el logro de que, incluso sin tener una connotación religiosa, este movimiento creó una "ética del valor irreductibe de los seres humanos." Las frases que se utilizaron en el movimiento, como "sensibilización" y "machismo," se convirtieron en términos básicos que se asociaron con el movimiento.

### Obras influyentes
- Barreno, Maria Isabel; Horta, Maria Teresa; Velho da Costa, Maria (1975).  Land, Helen R. (traductora al inglés), ed. The Three Marias: New Portuguese Letters (en inglés) (En lengua inglesa la 1ª edición). Garden City, Nueva York: Doubleday. ISBN 978-0-385-01853-1. Obra original (1972) Novas Cartas Portuguesas (en portugués) Lisbon, Portugal Estudios Cor.
- Benston, Margaret (Septiembre de 1969). «The Political Economy of Women's Liberation». Monthly Review 21 (4): 13. ISSN 0027-0520. doi:10.14452/MR-021-04-1969-08_2.
- Boëthius, Maria-Pia (1976). Skylla sig sjalv: en bok om våldtäkt [Culparte a ti misma: Un libro sobre violación] (en sueco). Estocolmo, Suecia: Liber Förlag. OCLC 480560113.
- Brownmiller, Susan (1975). Against Our Will: Men, Women and Rape. Nueva York, Nueva York: Simon & Schuster. ISBN 978-0-671-22062-4.
- Ehrenreich, Barbara; English, Deirdre (1973). Witches, Midwives & Nurses: A History of Women Healers. Old Westbury, Nueva York: Feminist Press.
- Firestone, Shulamith (1972). The Dialectic of Sex (revisada edición). Nueva York, Nueva York: Bantam Books. Archivado desde el original el 1 de febrero de 2018.
- Firestone, Shulamith; Koedt, Anne, eds. (1968). Notes From the First Year. Nueva York, Nueva York: New York Radical Women. OCLC 28655057. Consultado el 27 de mayo de 2018.
- Greer, Germaine (1970). The Female Eunuch. Londres, Inglaterra: MacGibbon & Kee. ISBN 978-0-261-63208-0.
- Hägg, Maud; Werkmäster, Barbro (1972). Frihet, jämlikhet, systerskap: en handbok för kvinnor [Libertad, igualdad y hermandad femenina: Un manual para mujeres] (en sueco). Estocolmo, Suecia: Författarförlaget. ISBN 978-9-170-54075-2.
- Johnston, Jill (1973). Lesbian Nation: The Feminist Solution. Nueva York, Nueva York: Simon and Schuster. ISBN 978-0-671-21433-3.
- Koedt, Anne (1968). The Myth of the Vaginal Orgasm. Adelaida, Australia Meridional: Movimiento de Liberación de las Mujeres de Adelaida. OCLC 741539766. En 1970 se publicaron ediciones en Londres y Boston
- Kool-Smit, J. E. (1967). «Het onbehagen bij de vrouw» [El malestar de las mujeres]. De Gids (en neerlandés) (9–10): 267-281. ISSN 0016-9730. Archivado desde el original el 12 de abril de 2018.
- Mainardi, Pat (1970). The Politics of Housework. Boston, Massachusetts: New England Free Press. OCLC 41038147.
- Millett, Kate (1970). Sexual politics. Nueva York, Nueva York: Ballantine Books. ISBN 978-0-345-29270-4.
- Mitchell, Juliet (1971). Woman's Estate. Harmondsworth, Middlesex, Inglaterra: Penguin. ISBN 978-0-14-021425-3.
- Morgan, Elaine (1972). The Descent of Woman. Londres, Inglaterra: Souvenir Press. ISBN 978-0-285-62063-6.
- Morgan, Robin (1970). Sisterhood Is Powerful : An Anthology of Writings from Women's Liberation Movement. Nueva York, Nueva York: Random House. OCLC 606144056.
- Rich, Adrienne (1976). Of Woman Born: Motherhood as experience and institution. Nueva York, Nueva York: Bantam Books. ISBN 978-0-553-11365-5.
- Sarachild, Kathie (1970). «A Program for Feminist 'Consciousness Raising'». Notes from the Second Year: Women's Liberation (Nueva York, Nueva York: Radical Feminism): 78-80. OCLC 70702435. Consultado el 27 de mayo de 2018.
- Sarachild, Kathie (1973). «Consciousness Raising: A Radical Weapon». Feminist Revolution (Nueva York, Nueva York: Redstockings): 144-150. Archivado desde el original el 27 de mayo de 2017. Consultado el 27 de mayo de 2018.
- Vinder, K. (pseud.) (1975). Kvinde kend din krop: En håndbog [Mujeres, conoced vuestro cuerpo: Manual] (en danés). Copenhague, Dinamarca: Tiderne Skifter. ISBN 978-8-779-736-252.